# François-Louis Dejuinne
François Louis Hardy de Juinne, dit Dejuinne, né à Paris vers 1784 et mort dans la même ville le 12 mars 1844, est un peintre d'histoire et de genre.

## Biographie

### Formation et séjour en Italie
Par sa mère, François-Louis Dejuinne est l'arrière-petit fils du peintre Jean-Marc Nattier. Bien que son père aurait souhaité qu'il embrasse la carrière de procureur, François-Louis Dejuinne se tourne vers la peinture : il intègre l'atelier d'Anne-Louis Girodet à l'âge de 17 ans, en 1801. Les deux hommes vont rester proches toute leur existence et se vouer une estime mutuelle.
Soutenu par son maître, François-Louis Dejuinne se présente au prix de Rome auquel il échoue à cinq reprises (1805, 1806, 1807, 1808 et 1811). Il obtient néanmoins le 2e prix en 1808, sur le sujet Erasistrate découvre la cause de la maladie d’Antiochus. Ses proches l'encouragent à effectuer malgré tout le séjour en Italie, qu'il effectue entre 1811 et 1815 : le voyage est initialement financé par son beau frère, l'architecte Auguste Famin. Une fois arrivé à Rome, l'artiste bénéficie néanmoins d'une demi-bourse octroyée par l'Académie de France, sans être soumis aux mêmes obligations que les pensionnaires. Durant son séjour, il se lie avec le sculpteur David d'Angers et le graveur Jacques-Édouard Gatteaux. 

### Commandes publiques et reconnaissance académique
En 1809, grâce à l'entremise de son beau-frère l'architecte Auguste Famin, Dejuinne reçoit la commande d'un décor de plafond pour le pavillon de Penthièvre à Rambouillet sur le thème du triomphe de Vénus (œuvre détruite).
Au retour de son séjour d'Italie, l'artiste est honoré de plusieurs commandes, en particulier un Jésus-Christ guérissant des aveugles et des boiteux, destiné à l'église Saint-Vincent-de-Paul (œuvre détruite) et un Saint Fiacre refusant la couronne d'Écosse pour l'église Saint-Sulpice (œuvre perdue). Exposées au Salon de 1819, ces deux œuvres lui valent une médaille d'or. Cette récompense est suivie d'une nouvelle commande de la Maison du Roi, un tableau figurant La famille de Priam pleurant la mort d'Hector, aujourd'hui conservé à La Piscine de Roubaix. 
En 1824, il reçoit le titre de chevalier de la Légion d'honneur. 
D'autre commandes suivent :  pour les salles du conseil d'État au Louvre il exécute en 1827 une figure allégorique de la guerre (œuvre non localisée) et un dessus de porte intitulé Génie portant les armes (conservé au musée d'Art et d'Histoire de Rochefort). Dix ans plus tard, en 1837, Louis-Philippe lui commande une peinture d'histoire destinée au musée de l'Histoire de France au château de Versailles sur le thème du Baptême de Clovis.

### Portraitiste
François-Louis Dejuinne est aussi apprécié de ses contemporains comme portraitiste. La cantatrice Cornélie Falcon se fait représenter par l'artiste dans son rôle de Rachel dans La Juive d'Halévy. Le peintre exécute sept portraits pour Louis-Philippe entre 1834 et 1837.

### Atelier
Fort de ces différents succès, l'artiste ouvre un atelier d'élèves où il forme notamment des artistes femmes, telle qu'Annette Cabanis, Louise-Coraly Le Conte ou encore Théodelinde Dubouché. Certaines de ses élèves participent à l'exécution de ses commandes. 
L'artiste aurait entretenu une liaison avec l'une de ses élèves, de qui il aurait eu une fille. 
François-Louis Dejuinne est également le maître de Pierre-Jules Jollivet. 

### Décès
Domicilié 7, rue du Cimetière-Saint-André, il meurt célibataire le 12 mars 1844 à l'âge de 59 ans et demi,. Il est inhumé le lendemain au cimetière du Montparnasse (13e division). En 1850, sa dépouille est transportée au cimetière de Montrouge.
Ses biens sont dispersés lors d'une vente publique le 13 avril 1844. 

## Œuvres
Plusieurs institutions publiques conservent des œuvres de Dejuinne : 
- Magny-les-Hameaux, musée national de Port-Royal, Erasistrate découvrant la cause de la maladie d'Antiochus, huile sur toile 113 par 145 cm.
- Montargis, musée Girodet, Portrait de Girodet peignant “Pygmalion et Galatée”, huile sur toile, 0,650 par 0,545, signé et daté de 1821, acquis en 2006[6].
- Orléans, musée des Beaux-Arts, Saint-Aignan, évêque d'Orléans, invoque le ciel pour le salut de la ville assiégée par les barbares, Salon de 1833, huile sur toile, 329 x 260 cm[7] .
- Paris, musée du Louvre, La Chambre de Madame Récamier à l'Abbaye-au-bois, huile sur bois, 34,1 par 47,1 cm, signé et daté 1826, .
- Paris, musée du Louvre, département des arts graphiques, Étude pour Girodet peignant “Pygmalion et Galatée”, dessin à la pierre noire, donné par Jacques-Édouard Gatteaux en 1873,
- Versailles, musée du château de Versailles et de Trianon, 6 tableaux à sujets historiques et quatre autres illustrant les quatre saisons, commandés par Louis XVIII en 1819.

## Note
1. 1 2 3 4 5 6 7 8 9 10 11 12 13  Richard Dagorne et Sidonie Lemeux-Fraitot, Girodet sous le regard de Dejuinne. Portrait du maître dans son atelier., Montargis, Musée Girodet, 2006, 35 p., p. 3-9
2. ↑  Acte de décès du 12 mars 1844, reconstitué le 26 août 1874, Paris, Archives de Paris
3. ↑  François Hardy de Juinne, peintre d'histoire, mort le 12 mars 1844, Tables de successions (DQ8), Paris, 5e bureau, Archives de Paris (relevé disponible sur Geneanet)
4. ↑  Registre journalier d'inhumation, 13 mars 1844, cimetière du Montparnasse, Archives de Paris
5. ↑  Registre journalier d'inhumation, 13 juin 1850, cimetière du Montparnasse, Archives de Paris
6. ↑  Bibliographie Richard Dagorne, « Le Portrait de Girodet peignant "Pygmalion et Galatée" de François Dejuine trouve sa place à Montargis », La Revue des musées de France, Revue du Louvre, 2007, no 2, avril, p. 17-19.
7. ↑  Éric Moinet, Le Temps des passions. Collections romantiques des musées d'Orléans, Orléans, musée des Beaux-Arts, 1997 (ISBN 2-910173-07-0), n°201